# Nigeriella scindura
Nigeriella scindura is een vliesvleugelig insect uit de familie vijgenwespen (Agaonidae). De wetenschappelijke naam is voor het eerst geldig gepubliceerd in 2006 door van Noort.